# دیوردی بوگنار
دیوردی بوگنار (مجاری: György Bognár؛ زادهٔ ۵ نوامبر ۱۹۶۱) بازیکن سابق و مربی فوتبال اهل مجارستان است.
از باشگاه‌هایی که در آن بازی کرده‌است می‌توان به باشگاه فوتبال استاندارد لیژ و باشگاه فوتبال ام‌تی‌کی بوداپست اشاره کرد.
وی همچنین در تیم ملی فوتبال مجارستان بازی کرده‌است.